# جشنواره راک
فستیوال راک که بیشتر مترادف با فستیوال پاپ در نظر گرفته می‌شود، به کنسرت‌های عظیم موسیقی راک گفته می‌شود که متشکل از اجرای چندگانه گروه‌های موسیقی محبوب در سبک‌های راک، پاپ، الکترونیک و ژانرهای مشابه است. همانند اواخر دهه ۱۹۶۰، اینگونه فستیوال‌ها در فضای باز، بیشتر در فضای روستایی یا ورزشگاه‌های با سقف باز، نمایشگاه‌های بزرگ یا پارک‌ها برگزار می‌شود. این فستیوال‌ها معمولاً دو روز یا بیشتر طول می‌کشد و فهرست زیادی از خواننده‌ها و گروه‌های موسیقی در آن اجرا می‌کنند و جمعیت زیادی برای دیدن آن جمه می‌شوند. در برخی موارد این فستیوال‌ها تا صدها هزار نفر تماشاچی دارند. یک فستیوال راک می‌تواند به فستیوال‌های زیرژانر موسیقی راک هم گفته شود، مانند فستیوال پانک راک، فستیوال گوتیک و فستیوال هوی متال. 